# North Fork of Roanoke AVA
North Fork of Roanoke AVA er et American Viticultural Area i det sydvestlige Virginia i USA. AVA'et ligger i den østlige udkant af Allegheny bjergene. Området der er omkring 35 km langt, og forholdsvis smalt, ligger på skråningerne af Roanoke floddalen i højder mellem 300 og 700 meter. Vinmarkerne ligger især på frostfri områder mellem 500 og 650 meters højde.
Det ligger kun en eneste vinproducent i området, nemlig Valhalla Vineyards. Trods det, dyrkes der et bredt udvalg af druer, fx cabernet franc, cabernet sauvignon, chardonnay, syrah, sangiovese, vigonier, merlot, allicante bouschet og den lokale drue, norton. Dette AVA er det eneste uden for Californien, hvor der dyrkes allicante bouschet. Fra disse druer produceres 13 forskellige vine, med ret til at have dette AVA på etiketten. AVA'et blev godkendt i 1987.

## Eksterne referencer
- Beskrivelse North Fork of Roanoke AVA fra Appellation America

37°22′36″N 80°19′52″V / 37.3767°N 80.331°V